# Vier-Nationen-Turnier 2017
Das Vier-Nationen-Turnier 2017 für Frauenfußballnationalteams fand zwischen dem 19. und 24. Januar in der chinesischen Stadt Foshan statt. Es nahm keine Mannschaft aus den Top 10 der FIFA-Weltrangliste teil. Bestplatzierte Mannschaft war Gastgeber China auf Platz 13 im Dezember 2016. Die drei von Gastgeber China eingeladenen Mannschaften nahmen zum ersten Mal teil. China konnte mit drei Siegen ohne Gegentor das Turnier zum sechsten Mal gewinnen.

## Spielergebnisse
| Pl. | Land     | Sp. | S | U | N | Tore    | Diff. | Punkte |
| --- | -------- | --- | - | - | - | ------- | ----- | ------ |
| 1.  | China    | 3   | 3 | 0 | 0 | 009:000 | +9    | 09     |
| 2.  | Thailand | 3   | 2 | 0 | 1 | 004:200 | +2    | 06     |
| 3.  | Ukraine  | 3   | 1 | 0 | 2 | 004:600 | −2    | 03     |
| 4.  | Myanmar  | 3   | 0 | 0 | 3 | 000:900 | −9    | 00\|}  |

|                 |   |          |     |
| 19. Januar 2017 |   |          |     |
| Myanmar         | – | Ukraine  | 0:4 |
| China           | – | Thailand | 2:0 |
| 21. Januar 2017 |   |          |     |
| China           | – | Myanmar  | 2:0 |
| Thailand        | – | Ukraine  | 1:0 |
| 24. Januar 2017 |   |          |     |
| Thailand        | – | Myanmar  | 3:0 |
| China           | – | Ukraine  | 5:0 |

## Torschützinnen
1. Wang Shuang (CHN) − 3 Tore
2. Zhang Rui (CHN), Kanjana Sungngoen (THA), Tetjana Kosyrenko (UKR) – je 2 Tore
3. Ren Guixin, Lou Jiahui, Tang Jiali, Yan Jinjin (CHN), Taneekarn Dangda, Orathai Srimanee (THA), Olha Bojtschenko, Tamila Chimitsch (UKR) – je 1 Tor